# Донтен
Донтен (фр. Domptin) насеље је и општина у североисточној Француској у региону Пикардија, у департману Ен (Пикардија) која припада префектури Шато Тјери.
По подацима из 2011. године у општини је живело 670 становника, а густина насељености је износила 146,93 становника/km². Општина се простире на површини од 4,56 km². Налази се на средњој надморској висини од 118 метара (максималној 203 m, а минималној 102 m).

## Демографија
| 1962. | 1968. | 1975. | 1982. | 1990. | 1999. | 2011. |
| ----- | ----- | ----- | ----- | ----- | ----- | ----- |
| 207   | 219   | 223   | 300   | 420   | 530   | 670   |

График промене броја становника у току последњих година